# Ульхорн, Дидерих
Дидерих Ульхорн (нем. Diederich Uhlhorn, 3 июня 1764, Бокхорн — 5 октября 1837, Гревенброх) — немецкий изобретатель.

## Биография
"О завершении строительства 200-й чеканочной машины в 1876 году / 
В память об изобретении Д:Ульхорном в 1817 году чеканного станка с рычажным приводом".
(Виттиг, Гревенброх 1876, 41,5 мм, позолоченная бронза)
Во время учёбы в школе увлёкся физикой и математикой. В 1797 году изготовил телескоп для великого герцога Ольденбурга Петера Фридриха Людвига. В 1801 году переехал из Бокхорна, поселившись недалеко от столицы великого герцогства, Ольденбурга. В 1810 году переехал в Гревенброх. В 1812 году основал фабрику «Dch. Uhlhorn». В 1817 году сконструировал машину для чеканки с коленчатым рычагом, обеспечивавшую высокий уровень автоматизации и позволявшую чеканить монеты с большой скоростью. В 1818 году машина была представлена в Дюссельдорфе и с 1820 года использовалась на Берлинском монетном дворе.
В 1822 году награждён прусским орденом Красного орла.
В 1824 году передал фабрику двум сыновьям от первого брака, а сам, вместе с младшим сыном, создал новое предприятие «Werkstätte für Münzprägemaschinen», занимавшееся производством станков для чеканки.
Был дважды женат. Первый раз женился в 1794 году, имел от этого брака четверых детей. Второй раз, после смерти первой жены в 1803 году, женился в 1805 году. От второго брака имел одного сына.